# 林義芳
林義芳（1952年10月14日—），台灣男演員，演出多部戲劇。。

## 電視劇
| 頻道           | 劇名                               | 飾演         | 年份 |
| 台視           | 《碎心戀》                         | 莊世傑       | 1971 |
| 台視           | 《十一哥》                         | 十一哥       | 1986 |
| 台視           | 《中國民間故事－打狗英雄傳》       | 廖添丁       |      |
| 台視           | 《中國民間故事－我是男子漢》       | 廖添丁       |      |
| 台視           | 《中國民間故事－廖添丁》           | 廖添丁       |      |
| 台視           | 《中國民間故事－池府王爺傳奇》     | 池然         |      |
| 台視           | 《中國民間故事－法力無邊池王爺》   | 池王爺       |      |
| 台視           | 《中國民間故事－真假池王爺》       | 池王爺       |      |
| 台視           | 《中國民間故事－池王爺顯聖》       | 池王爺       |      |
| 台視           | 《中國民間故事－代天巡狩池王爺》   | 池王爺       |      |
| 台視           | 《林投姐》                         | 周亞詩       | 1993 |
| 台視           | 《大門神》                         | 陳士強       | 1993 |
| 台視           | 《巧娘》                           | 王寶同       | 1997 |
| 台視           | 《石磨心》                         | 林木槌       | 1997 |
| 台視           | 《虎爺傳奇》                       | 雷天霸       | 1998 |
| 台視           | 《古井情深》                       | 吳俊義       | 1998 |
| 台視           | 《福德正神土地公》                 | 福德正神     | 1999 |
| 台視           | 《台灣廖添丁》                     | 佐佐木武藏   | 1999 |
| 台視           | 《雨中鳥》                         | 張建昌       | 1999 |
| 台視           | 《齊天大聖孫悟空》                 | 太上老君     | 2000 |
| 台視           | 《流氓教授》                       | 雄哥         | 2001 |
| 台視           | 《兄弟姊妹》                       | 游福旺       | 2004 |
| 台視           | 《野球風雲》                       | 黑松         | 2004 |
| 台視           | 《海誓山盟》                       | 李正勝       | 2005 |
| 華視           | 《我愛我妻我愛子》                 | 阿斌         | 1995 |
| 華視           | 《保生大帝－蟾蜍師》               | 楊大人       | 2001 |
| 華視           | 《台灣靈異事件－幽靈車》           | 粘明郎       | 2002 |
| 華視           | 《台灣靈異事件－樂透奇談》         | 郭武雄       | 2002 |
| 華視           | 《台灣靈異事件－別人的老公不可搶》 | 曾明政       | 2002 |
| 華視           | 《台灣靈異事件－變臉復仇記》       | 林異         | 2003 |
| 華視           | 《春風愛河邊》                     | 胡天龍       | 2017 |
| 民視           | 《春天後母心》                     | 林至峰       | 1998 |
| 民視           | 《台灣奇案－三峽插角冤》           | 唐伍雄       | 1999 |
| 民視           | 《台灣奇案－朴子的黑狗》           | 李勝雄       | 1999 |
| 民視           | 《台灣奇案－艋舺地獄新娘》         | 王家明       | 2000 |
| 民視           | 《台灣奇案－虎尾桃花枕》           | 朱添財       | 2000 |
| 民視           | 《情義》                           | 雄哥         | 2001 |
| 民視           | 《親戚不計較》                     | 林芳義       | 2002 |
| 民視           | 《真情檔案》                       | 黑道老大     | 2002 |
| 民視           | 《日正當中》                       | 黑雄         | 2003 |
| 民視           | 《慾望人生》                       | 坤哥         | 2004 |
| 民視           | 《意難忘》                         | 雷公         | 2005 |
| 民視           | 《夫妻天註定》                     | 胡達         | 2006 |
| 民視           | 《愛》                             | 吳招妹(馬沙) | 2007 |
| 民視           | 《娘家》                           | 賴進一       | 2008 |
| 民視           | 《夜市人生》                       | 李茂生       | 2010 |
| 民視           | 《新兵日記》                       | 賴木村       | 2010 |
| 民視           | 《父與子》                         | 趙大炮       | 2011 |
| 民視           | 《風水世家》                       | 趙武雄       | 2013 |
| 民視           | 《龍飛鳳舞》                       | 何川         | 2014 |
| 民視           | 《嫁妝》                           | 杜天馬       | 2014 |
| 民視           | 《阿不拉的三個女人》               | 太郎老大     | 2016 |
| 中視           | 《包公傳奇》                       | 文曲星       | 1987 |
| 中視           | 《一樣米養百樣人》                 | 錢大發       | 2000 |
| 中視           | 《月亮上的幸福》                   | 許天虎       | 2014 |
| 大愛電視台     | 《想念的滋味》                     | 林正森       | 2015 |
| 東森戲劇台     | 《生命捕手》                       | 金鑫發       | 2024 |
| 公視           | 《今晚，你想點什麼？》             | 洛哥         | 2016 |
| 公視           | 《國際橋牌社2》                    | 陳宗玄       | 2021 |
| 八大第一台     | 《命運交叉路》                     | 蔣力         | 2016 |
| 三立台灣台     | 《甘味人生》                       | 戴煌地       | 2016 |
| 三立台灣台     | 《金家好媳婦》                     | 金有財       | 2018 |
| 三立台灣台     | 《天之蕉子》                       | 江政輝       | 2019 |
| 三立台灣台     | 《炮仔聲》                         | 陳添恩       | 2020 |
| 三立台灣台     | 《一家團圓》                       | 陳水樹       | 2022 |
| 三立台灣台     | 《天知道》                         | 金龍         | 2025 |
| 央視           | 《又見阿郎》                       | 何董         | 2009 |
| 東森超視、華視 | 《阿榮與阿玉》                     | 袁家三       | 2024 |

## 電影
| 年份   | 片名      | 飾演            | 導演   |
| 2016年 | 大尾鱸鰻2 | 黑道老大-牙槽芳 | 邱瓈寬 |

## 外部連結
- 林義芳的Facebook專頁
- 林義芳在香港影庫上的簡介